# El Cronista (Biblia)
El Cronista es el autor o grupo de autores, a quienes los eruditos bíblicos han atribuido la composición de los Libros de las Crónicas (Libro I Crónicas y Libro II Crónicas), el Libro de Esdras y el Libro de Nehemías en la Biblia hebrea.
Anteriormente, la tradición judía y cristiana identificaba a este autor con Esdras del siglo V a. C., que prestó su nombre al Libro de Esdras, hasta que más tarde los estudiosos de la crítica textual abandonaron esta identificación y empezaron a llamar al autor anónimo 'el Cronista'.
Estos libros exponen una historia religiosa desde el comienzo del mundo hasta las reformas de Nehemías y Esdras en la comunidad judía posterior al exilio en Babilonia. Desarrollan el reinado de David como el ideal por el cual el estado teocrático restaurado debe volver a luchar con confianza, a la vista de las promesas de Dios a través de los Profetas y su cumplimiento parcial en la restauración de la comunidad judía.
Aunque estos libros contienen relatos superpuestos ya veces conflictivos, 'casi todos los académicos están de acuerdo en que los cuatro libros se crearon como una historia continua'.